# OR2F2
OR2F2 (англ. Olfactory receptor family 2 subfamily F member 2) – білок, який кодується однойменним геном, розташованим у людей на короткому плечі 7-ї хромосоми. Довжина поліпептидного ланцюга білка становить 317 амінокислот, а молекулярна маса — 35 294.
| 10         |  | 20         |  | 30         |  | 40         |  | 50         |
| ---------- |  | ---------- |  | ---------- |  | ---------- |  | ---------- |
| MEIDNQTWVR |  | EFILLGLSSD |  | WCTQISLFSL |  | FLVTYLMTVL |  | GNCLIVLLIR |
| LDSRLHTPMY |  | FFLTNLSLVD |  | VSYATSVVPQ |  | LLAHFLAEHK |  | AIPFQSCAAQ |
| LFFSLALGGI |  | EFVLLAVMAY |  | DRHVAVSDRL |  | RYSAIMHGGL |  | CARLAITSWV |
| SGSINSLVQT |  | AITFQLPMCT |  | NKFIDHISCE |  | LLAVVRLACV |  | DTSSNEAAIM |
| VSSIVLLMTP |  | FCLVLLSYIR |  | IISTILKIQS |  | REGRKKAFHT |  | CASHLTVVAL |
| CYGTTIFTYI |  | QPHSGPSVLQ |  | EKLISVFYAI |  | VMPLLNPVIY |  | SLRNKEVKGA |
| WHKLLEKFSG |  | LTSKLGT    |  |            |  |            |  |            |

A: Аланін

C: Цистеїн

D: Аспарагінова кислота

E: Глутамінова кислота

F: Фенілаланін

G: Гліцин

H: Гістидин

I: Ізолейцин

K: Лізин

L: Лейцин

M: Метіонін

N: Аспарагін

P: Пролін

Q: Глутамін

R: Аргінін

S: Серин

T: Треонін

V: Валін

W: Триптофан

Кодований геном білок за функціями належить до рецепторів, g-білокспряжених рецепторів, білків внутрішньоклітинного сигналінгу. 
Локалізований у клітинній мембрані.